# Valdeobispo
Valdeobispo ist ein spanischer Ort und eine Gemeinde (municipio) mit 610 Einwohnern (Stand: 2024) in der Provinz Cáceres in der autonomen Gemeinschaft Extremadura.

## Lage und Klima
Valdeobispo liegt knapp 70 km (Fahrtstrecke) nordnordöstlich der Provinzhauptstadt Cáceres in einer Höhe von ca. 350 m. Der Fluss Alagón begrenzt die Gemeinde im Nordwesten.

## Bevölkerungsentwicklung
| Jahr      | 1900 | 1950 | 1970 | 1981 | 1991 | 2001 | 2011 | 2021 |
| Einwohner | 1106 | 1246 | 1525 | 1312 | 924  | 805  | 738  | 656  |

Die Mechanisierung der Landwirtschaft und die Aufgabe bäuerlicher Kleinbetriebe („Höfesterben“) haben zu einer Abwanderung vieler Menschen in die Städte geführt.

## Wirtschaft
Die Landwirtschaft incl. der Viehzucht (ganadería) bildet die Wirtschaftsgrundlage der Gemeinde; infolgedessen haben sich einige kleinere verarbeitende Betriebe angesiedelt.

## Sehenswürdigkeiten
- alte und neue Peterskirche
- Marienkapelle
- Christuskapellen

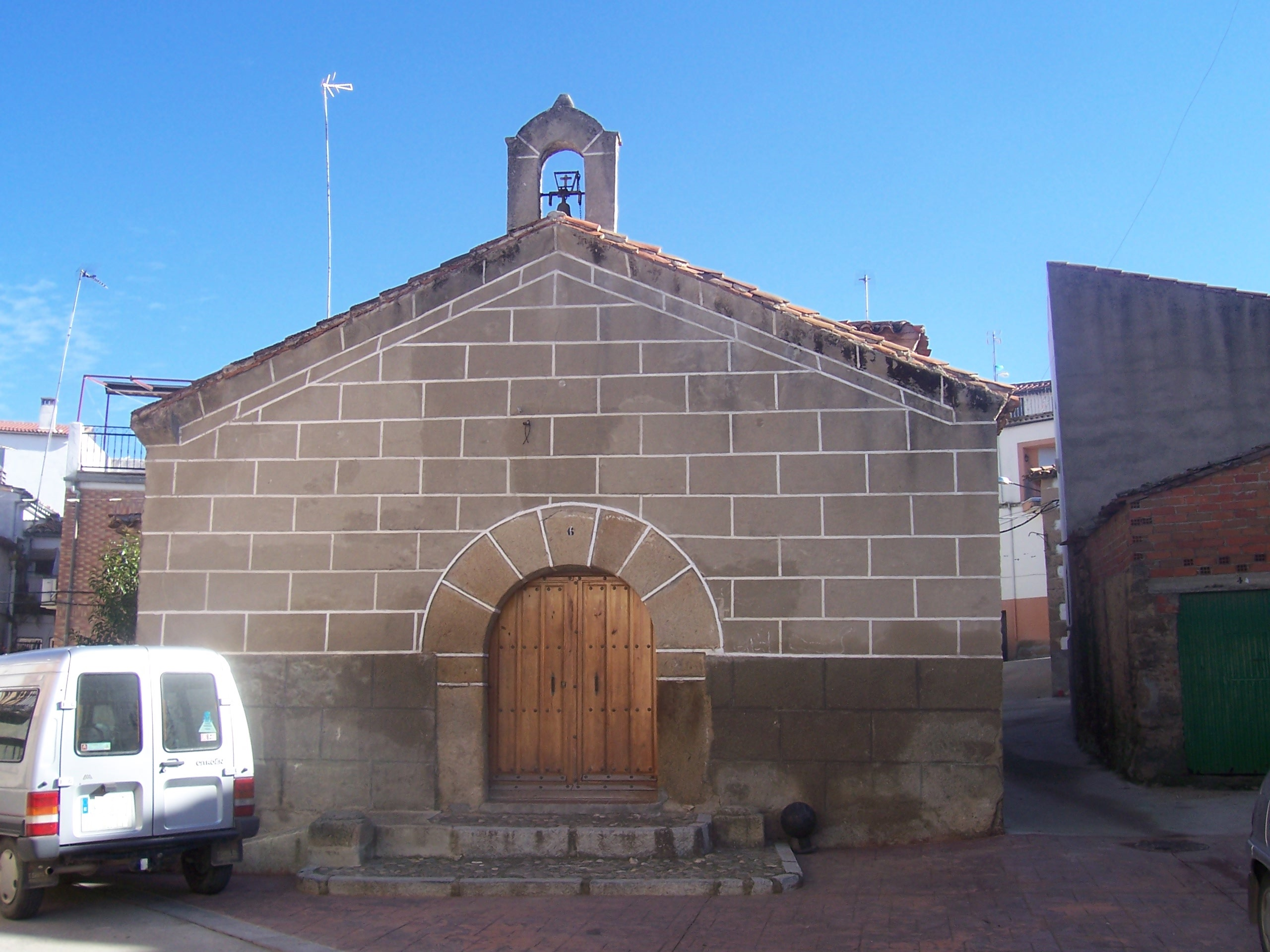
Christuskapelle